# Moriana Hernández
Moriana Hernández Valentini (Montevideo, 4 de octubre de 1948) es una socióloga, militante política, sindical y feminista uruguaya.

## Biografía
Hija de Martha Valentini y Anhelo Hernández, creció en Tacuarembó hasta los 5 años, momento en que la familia se muda a Montevideo.
Cuando comenzó sus estudios secundarios, ingresó a la Juventud Comunista. Fue representante gremial del Liceo Dámaso Antonio Larrañaga en la Federación de Estudiantes de Secundaria de Montevideo en 1961, organización pionera en la lucha por el boleto estudiantil. Continuó participando del centro de estudiantes de su casa de estudios hasta su egreso. 
En 1967 comenzó la carrera de Letras en la Facultad de Humanidades de la Universidad de la República. Fue designada ese mismo año para representar su centro de estudiantes en el Consejo Federal de la FEUU y en el Consejo Federal de Asuntos Universitarios relacionado con el cogobierno. Paralelamente empezó a trabajar en la Comisión Honoraria Administradora de Seguros, Enfermedad, Transporte y Afines, que luego será el Banco de Previsión Social (BPS), afiliándose a su sindicato. 
En 1970 se casó con Luis María Bazzano y tuvo 2 hijos, Federico nacido en 1972 y Pedro en 1975. En 1973, comienza la última dictadura cívico militar en Uruguay. Al año siguiente, con su esposo detenido, debió exiliarse con sus hijos. Vivió en Ciudad de México por más de 8 años. Desde allí, fue responsable de la campaña internacional por la libertad de José Luis Massera. Hernández denunció en ONU la cárcel de su madre, su padrastro y su pareja.
Retornó en agosto de 1984 a Montevideo. En 1986 volvió a trabajar en el BPS, antes trabajó un breve período en GRECMU. Trabajando en el BPS se reafilió al sindicato llegando a ser secretaria de organización a nivel nacional y representante en la mesa coordinadora de entes. Fue una de las fundadoras del Comité de Mujeres del Frente Amplio. 
Estudió la Licenciatura de Sociología en la Universidad de la República recibiéndose en el 2000.
Miembro de CLADEM, fue su coordinadora en Uruguay y responsable de campaña de comunicación en América Latina sobre educación sexual y reproductiva.

## Obras publicadas
- 2009, Los derechos de las mujeres uruguayas en clave feminista : tres informes sombra ante las Naciones Unidas / compiladora Moriana Hernández Valentini. Montevideo: CLADEM Uruguay. 220 p.
- 1997, El control sobre el cuerpo y la sexualidad de las mujeres jóvenes en los ´60. Montevideo: GRECMU Uruguay.
- 1996, La medicalización de la menopausia. Montevideo: GRECMU Uruguay.